# Marijn Veen
Marijn Anne Elise Veen (Utrecht, 18 de noviembre de 1996) es una jugadora neerlandesa de hockey sobre césped.

## Trayectoria
Veen participó en unos Juegos Olímpicos, por primera vez, en París 2024. En el certamen olímpico venció a China en la final y consiguió la medalla de oro.